# Akademikvarnen
Akademikvarnen är en byggnad på Kvarnholmen i Fyrisån i centrala Uppsala. Akademikvarnen är byggnadsminnesmärkt enligt kulturmiljölagen och hyser sedan 1959 Upplandsmuseet.

## Historik
Redan på 1200-talet stod det en kvarn på den plats där Akademikvarnen idag ligger. Denna ägdes 1296 av Uppsala domkyrka. Genom Gustav Vasas reduktion under reformationen på 1500-talet hamnade kvarnen i Kronans ägo och kom därefter att användas som tullkvarn. År 1647 beslutade drottning Kristina att tullinkomsten skulle tillfalla Uppsala universitet som därmed fick monopol över kvarnverksamheten i området. Kvarnen innefattade vid den här tiden även ett vattendrivet sågverk och en pumpanordning som försåg brunnen vid Uppsala slott med vatten. De höga tullar som akademikerna utkrävde av Uppsalas borgerskap och bönder ledde med tiden till konflikt mellan den akademiska societeten och den borgerliga. Borgarna sökte tillstånd för att bygga en egen kvarn och därmed bryta monopolet, men denna ansökan avslogs. Universitetets kvarnmonopol bestod därför fram till slutet av 1700-talet.
År 1766 började en ny kvarnbyggnad konstrueras på Kvarnholmen och år 1768 stod den nuvarande kvarnen, innehållande tio kvarnstenar, färdig. Under mitten av 1700-talet byggdes även en smedja, en magasinbyggnad, samt kvarnbron i anslutning till Akademikvarnen. År 1855 genomgick Akademikvarnen en stor ombyggnation för att kunna hysa mer moderna maskiner. Under ombyggnationen lades en ny våning till på kvarnen, samt de gavlar som idag pryder kvarnens norra och södra fasader. Kvarnen eldhärjades år 1910 och i och med återuppbyggnaden så ersattes vattenhjulen med turbiner som drev kvarnstenarna. Kvarnen förblev i drift fram till år 1946. Mellan år 1957 och 1959 byggdes kvarnens lokaler om för att inrymma Upplandsmuseet som än idag finns kvar i kvarnen.
I Ingmar Bergmans film Fanny och Alexander från 1982 användes Akademikvarnens exteriör för att porträttera den fiktiva "Biskopsgården".

## Bilder

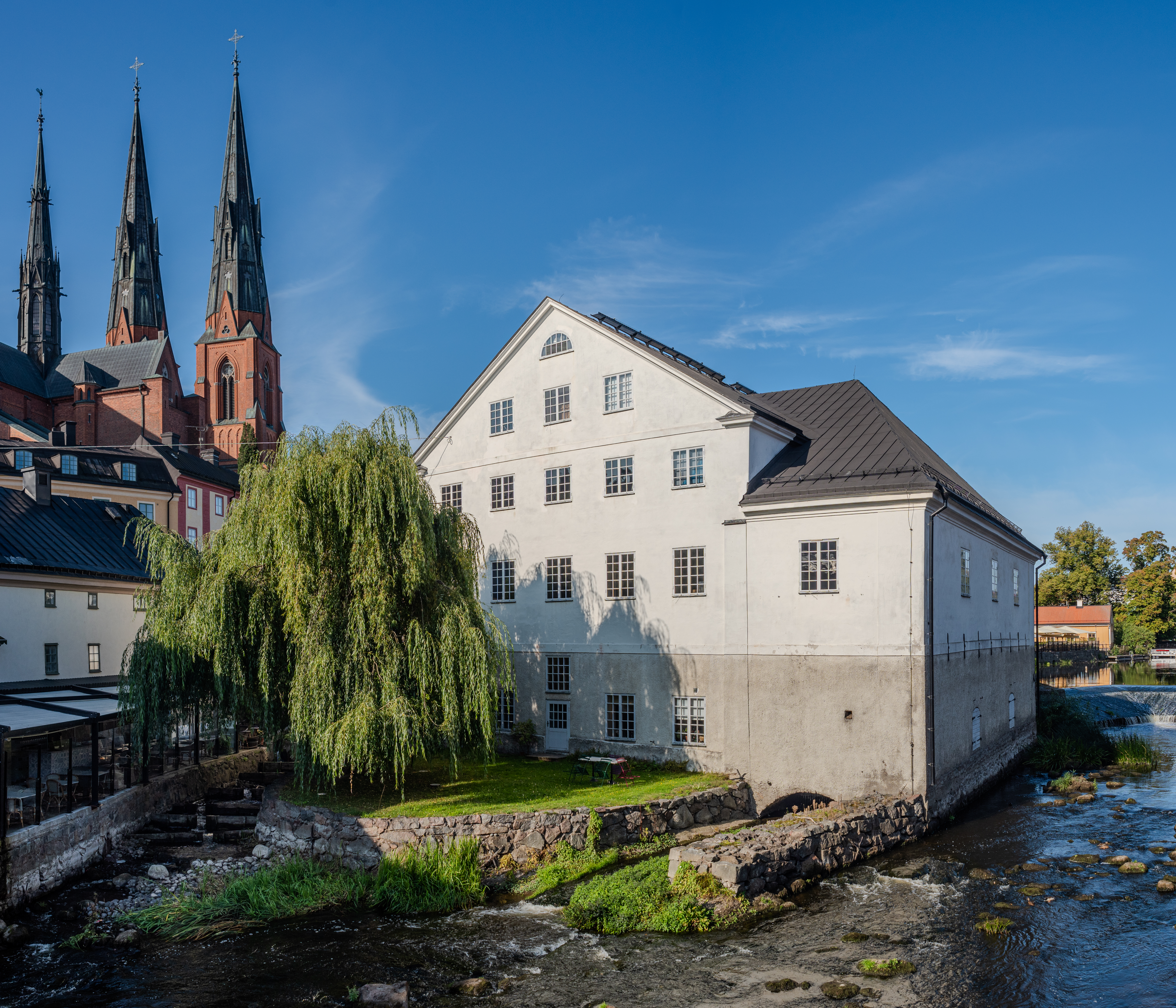
Akademikvarnen med Uppsala domkyrka i bakgrunden.
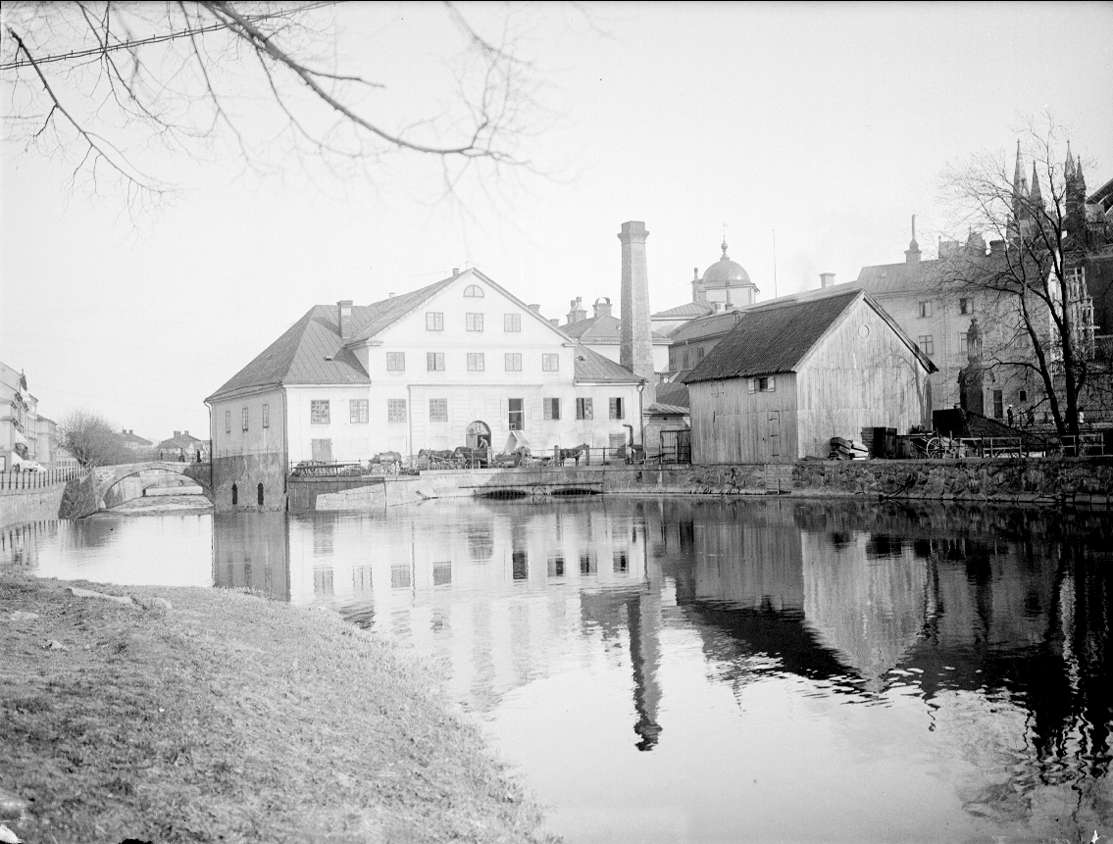
Kvarnen i början på 1900-talet.
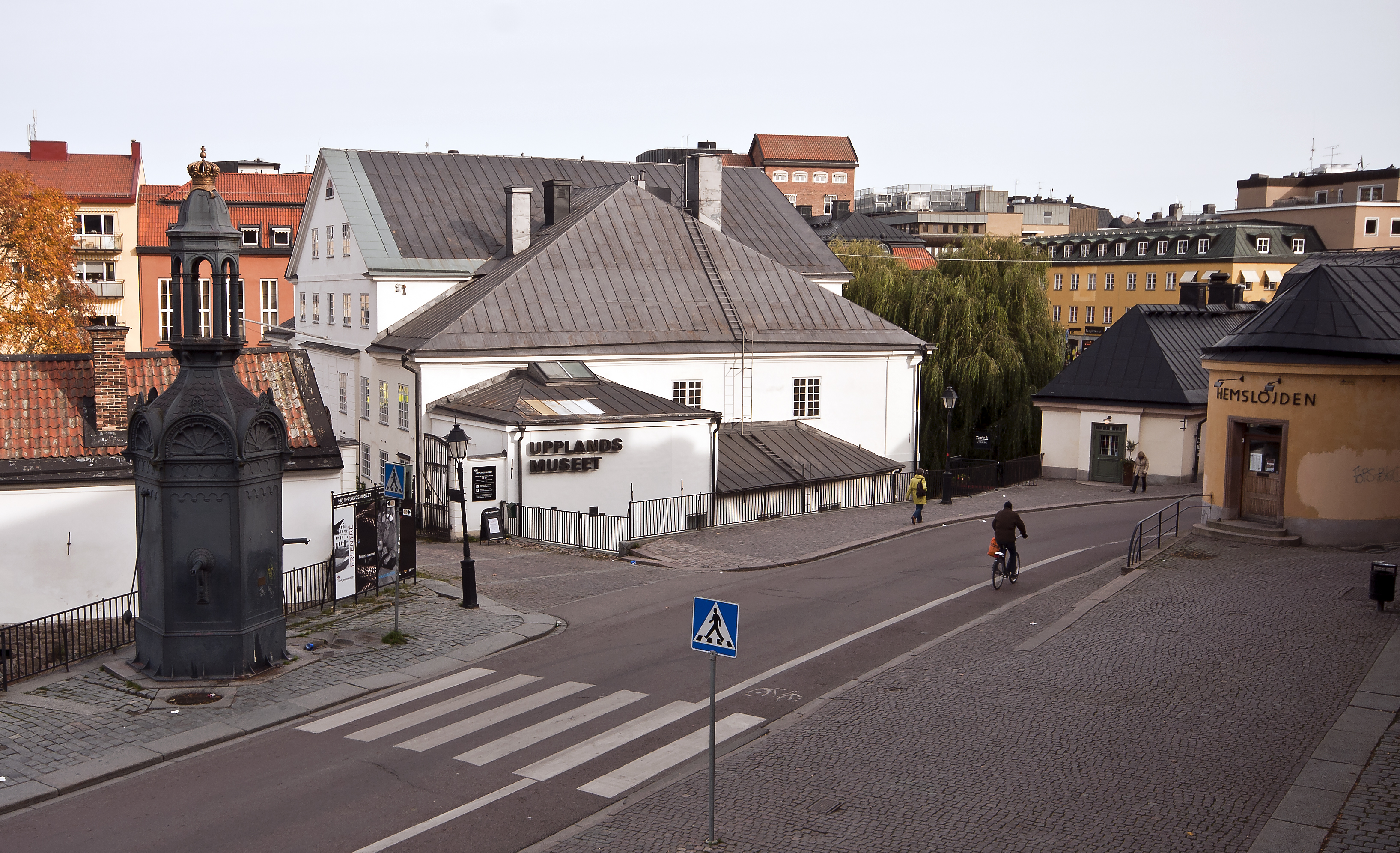
Kvarnen från väster.